# Sistema informàtic
Un sistema informàtic és el conjunt dels elements que integren l'entorn informàtic, i sembla més fidel parlar de sistemes en lloc d'informàtica. L'integren els recursos humans, el programari i el maquinari. Sense un d'aquest elements conjuntats, el terme informàtica no té sentit ni funcionalitat.
Hom defineix la informàtica com a la ciència que estudia el tractament automàtic i racional de la informació. Es diu que el tractament és automàtic en tant que són màquines les que realitzen els treballs de captura, procés i presentació de la informació, i es parla de racional perquè tot el procés està definit mitjançant programes que segueixen el raonament humà. I és aquest punt, l'humà, el que queda sempre relegat i oblidat en les teories informàtiques, deixant la definició bàsica un poc curta quan es tracta de representar la realitat actual.
És freqüent, en el món educatiu, sentir dir a algú que li agradaria estudiar informàtica i que es trobi llavors, amb estudis tan diferents dels que un usuari domèstic en sap.

## Desenvolupament
Els sistemes informàtics passen per diferents fases en el seu cicle de vida, des de la captura de requisits fins al manteniment. En l'actualitat s'empren nombrosos sistemes informàtics en l'administració pública, per exemple, les operadores de la policia, el servei al client, entre unes altres.
Va començar com una màquina de càlcul aritmètic coneguda com la Màquina Analítica. No obstant això, podem situar l'origen de les computadores en un sentit estricte l'any 1936, quan Konrad Zuse va inventar la Z1, la primera computadora programable. Aquí comença la trucada primera generació, que abasta fins a l'any 1946, tenint propòsits bàsicament militars. Va ser en aquesta dècada on s'implementarien nous protocols en la computació, una d'elles va donar motiu als primers passos de l'Internet d'aquell llavors (ARPANET).

## Estructura
Els sistemes informàtics solen estructurar-se en subsistemes:
- Subsistema físic: associat al maquinari. Inclou entre altres elements: CPU, memòria principal, placa base, perifèrics d'entrada i sortida, etc.
- Subsistema lògic: associat al programari i l'arquitectura; inclou, sistema operatiu, firmware, aplicacions i bases de dades.

## Classificació
Els sistemes informàtics poden classificar-se amb base a nombrosos criteris. Les classificacions no són estances i és comuna trobar sistemes híbrids que no encaixin en una única categoria.
Pel seu ús
- Sistemes d'ús específic. En sistemes complexos és freqüent tenir subsistemes que s'encarreguen de tasques específiques com per exemple el sistema de detecció d'intrusos o el sistema de monitoratge.
- Sistemes d'ús general.

Pel paral·lelisme dels processadors
- MIMD, Multiple Instruction Multiple Data.
- SIMD, Single Instruction Multiple Data.
- SISD, Single Instruction Single Data.

Pel tipus de computadora utilitzat en el sistema
- Estacions de treball (workstations).[3]
- Macroordinadors (servidors de gran capacitat).
- Miniordinadors (per exemple, computadores personals).
- Microordinadors (servidors petits).
- Superordinadors.
- Terminals lleugers (thin clients).

Per l'arquitectura
- Arquitectura client-servidor.
- Arquitectura de 3 capes.
- Arquitectura de 4 capes.
- Arquitectura de n capes.
- Monitor de teleprocés o servidor de transaccions.
- Servidor d'aplicacions.
- Sistema aïllat.